# Cómo te voy a olvidar
Cómo te voy a olvidar (span. für Wie kann ich dich (da) vergessen) ist ein Lied der mexikanischen Cumbia-Band Los Ángeles Azules, die 1983 von den sechs Geschwistern Elías, Alfredo, José Hilario, Jorge, Cristina and Guadalupe der Familie Mejía Avante gegründet wurde. Das Lied wurde von dem Gründungsmitglied Jorge Mejía Avante verfasst und erschien erstmals 1996 auf Single (B-Seite: Creí En Ti) und im selben Jahr auch auf dem gleichnamigen Album. Das überaus populäre Lied verzeichnet mehr als 150 Millionen Abrufe auf YouTube und ist die offizielle Hymne der Gruppe.

## Inhalt
Das Lied erzählt die Geschichte eines Mannes, der seine frühere Partnerin sehnlich vermisst (Quiero que me vuelvan a mirar tus ojos, quiero volver a besar tus labios rojos; dt. Ich möchte, dass deine Augen mich wieder ansehen, möchte wieder deine roten Lippen küssen) und sie einfach nicht vergessen kann (De qué manera olvidarte, si todo me recuerda a ti? En todas partes estás tú. Si en una rosa estás tú, si en cada respirar estás tú, cómo te voy a olvidar?; dt. Wie kann ich dich aus dem Kopf bekommen, wo mich doch alles an dich erinnert? Überall bist du. Wenn ich dich in einer Rose erblicke und dich mit jedem Atemzug spüre, wie kann ich dich da vergessen?).